# 칼턴 칼리지
칼턴 칼리지(Carleton College)는 미국 미네소타주 노스필드에 위치한 명문 사립 리버럴 아츠 칼리지이다.
2020년 US News Ranking Best Liberal Arts College 7위,
2020년 Niche Best Liberal Arts College 3위,
2020년 US News Best Teaching College 1위에 올랐다.
애머스트 칼리지, 보우딘 칼리지, 윌리엄스 칼리지, 포모나 칼리지, 스와스모어 칼리지, 클레어몬트 메케나 칼리지, 하비머드 칼리지 와 더불어
Top 8 Liberal Arts Colleges 중 하나이다.
Washington University in St. Louis 와 3+2 공학 Dual-Degree를 제공하는 프로그램이 있으며 컬럼비아 대학교와 3+3 Law Dual-Degree 프로그램이 있다.
Acceptance rate 은 2020년 기준 18.9% 이고
한국학생이 입학하기 위해선 최소 ACT 33 SAT 1480 이 되어야 경쟁할 수 있는 입학이 매우 까다로운 학교 중 하나다.
이 학교에 지원하는 학생들이 주로 지원하는 학교들은
브라운 대학교, 세인트 올라프 칼리지, 그리넬 칼리지, 다트머스 칼리지, Washington University in St. Louis 등이 있다.

## 같이 보기
- 미네소타주의 대학 목록